# Looney Tunes
Looney Tunes (укр. Веселі мелодії, Божевільні мелодії, Луні Тюнз, Луні Тьюнс, Луні Тунс) — анімаційний серіал Warner Bros., а також група мультиплікаційних персонажів, які спочатку були пародією на мультфільми Волта Діснея.

## Історія
Персонажі були створені продюсером Леоном Шлезінгером в 1930 році на студії «Леон Шлезінгер Продакшнз». Мультсеріал отримав назву «Looney Tunes» («Божевільні мелодії»), пізніше так назвали і команду мультперсонажів.
На відміну від мультфільмів Діснея, герої відрізнялися особливою жорстокістю і брутальністю один до одного. Найпершим героєм «Looney Tunes», що з'явився в 1929 році, був чоловічок Боско. У Боско була подружка Хані. У 1933 році в серіалі з'явився інший чоловічок на ім'я Бадді
У 1944 студія «Warner Bros.» викупила мультсеріал у «Леон Шлезінгер Продакшнз», і він показувався в кінотеатрах вже за підтримки самої Warner Brothers. У 1931 році з'явився мультсеріал «Merrie Melodies» («Веселі мелодії»), який став аналогом мультсеріалу Looney Tunes.
Популярність мультсеріалу росла. Розширювався і склад персонажів, з'явилися нові дуети. Першим з дуетів, що утворився в 1940 році, — Елмер Фадд і Багз Банні. Він став найголовнішим дуетом серед мультперсонажів. В кінці 1940 — початку 1950 років з'являлися інші дуети: Кіт Сільвестр (1945) і Канарка Твіті (1942), Вайл І. Койот і Дорожній бігун (1949), Вівчарка Сем і Вовк Ральф (1953).
Мультсеріал випускався і перевидавався на VHS виданнями Warner Home Video та Viacom.

## Анімаційні проєкти

### Мультсеріали Looney Tunes
- 1930 — «Божевільні мультфільми» (Looney Tunes) — перший мультсеріал про вигадану команду
- 1940 — «Веселі мелодії» (Merrie Melodies) — аналог попереднього мультсеріалу
- 1943 — Noveltoons (Paramount)  — пародія на Looney Tunes
- 1990 — «Пригоди мультяшок» (Tiny Toons) — пародія на Looney Tunes
- 1993 — «Аніманьяки» (Animaniacs) — пародія на найдавніших мультяшок типу Гого або Фелікс
- 1996 — «Таз — тасманійський диявол» — особистий серіал Таза з команди Looney Tunes
- 1999 — «Пінкі та Брейн» (Brain 'N' Pinky) — особистий серіал двох мишенят, що з'являються в епізодах Looney Tunes
- 2002 — «Малюки Луні Тюнз» (Baby Looney Tunes) — мультфільм з тими ж героями, але для дітей
- 2003 — «Дак Доджерс» (Duck Dodgers) — в мультфільмі беруть участь: Даффі Дак в ролі космічного героя Дака Доджерса, Поркі Піг в ролі його помічника і Марвін Марсіанин в ролі їхнього ворога
- 2005 — «Сновиди» (Loonatics Unleashed) — мультсеріал про команду супергероїв, що складається з далеких нащадків персонажів Looney Tunes.
- 2011 — «Шоу Луні Тюнз» (Looney Tunes Show) — мультсеріал, сучасне переродження Looney Tunes

### Кінофільми за участю Looney Tunes
- 1983 — «Фантастичний острів» — повнометражний мальований мультфільм з Даффі Даком, Семом Рудим, Багзом Банні і іншими.
- 1988 — «Мисливці за чудовиськами» — повнометражний мультфільм Даффі Дака з Багзом Банні і іншими.
- 1988 — «Хто підставив кролика Роджера» — в епізодах фільму з'являються Багз Банні, Даффі Дак і Порося Поркі.
- 1991 — «Канікули мультяшок» — повнометражний фільм за участю героїв Tinny Tunes.
- 1996 — «Космічний джем» — команда на чолі з Багзом Банні намагаються зіграти в баскетбол, заманивши з собою і  Майкла Джордана.
- 2003 — «Луні Тюнз: Знову в справі» — кінофільм, в центрі оповідання — герої Looney Tunes, що працюють на студії Warner Bros. і грають в її мультфільмах самих себе. Головними героями також стають Брендан Фрейзер і Стів Мартін.
- 2004 — «Скубі-Ду 2» — випадково випивши зілля, Скубі-Ду на Час перетворюється на тасманійського диявола.
- 2021 — «Космічний джем: Нові легенди» — анімаційно-ігровий спортивний фільм, який є продовженням фільму «Космічний джем», що вийшов у 1996